# Непал на Летњим олимпијским играма 2012.
Непалу је то било дванаесто учешће на Летњим олимпијским играма. На Олимпијским играма 2012. у Лондону делегацију Непала представљало је петоро спортиста (2 мушкарца и 3 жене), који су се такмичили у три спорта. Свих пет спортиста добило је специјалне позивнице за учествовање на играма. Четворо од њих су први пут учествовали на Играма, а петом учеснику пливачу Прасида Јунг Шаху ово су биле друге игре и због тога је био носилац заставе Непала на церемонији свечаног отварања игара.
Непалски олимпијски тим је остао у групи екипа које нису освајале медаље на Летњим олимпијским играма.

## Учесници по спортовима
| Спорт      | Мушкарци | Жене | Укупно |
| ---------- | -------- | ---- | ------ |
| Атлетика   | 1        | 1    | 2      |
| Пливање    | 1        | 1    | 2      |
| Стрељаштво | 0        | 1    | 1      |
| Укупно(3)  | 2        | 3    | 5      |

## Резултати

### Атлетика

#### Мушкарци
| Атлетичар Лични рекорд | Дисциплина | Квалификације | Квалификације | Четвртфинале     | Четвртфинале     | Полуфинале       | Полуфинале       | Финале           | Финале      | Детаљи |
| Атлетичар Лични рекорд | Дисциплина | Резултат      | Пласман       | Резултат         | Пласман          | Резултат         | Пласман          | Резултат         | Пласман     | Детаљи |
| ---------------------- | ---------- | ------------- | ------------- | ---------------- | ---------------- | ---------------- | ---------------- | ---------------- | ----------- | ------ |
| Тилак Рам Талу 11,00   | 100 м      | 10,85 ЛР      | 5. у групи 4  | Није се пласирао | Није се пласирао | Није се пласирао | Није се пласирао | Није се пласирао | 59/ 72 (74) |        |

#### Жене
| Атлетичарка Лични рекорд | Дисциплина | Квалификације | Квалификације | Четвртфинале      | Четвртфинале      | Полуфинале        | Полуфинале        | Финале            | Финале       | Детаљи |
| Атлетичарка Лични рекорд | Дисциплина | Резултат      | Пласман       | Резултат          | Пласман           | Резултат          | Пласман           | Резултат          | Пласман      | Детаљи |
| ------------------------ | ---------- | ------------- | ------------- | ----------------- | ----------------- | ----------------- | ----------------- | ----------------- | ------------ | ------ |
| Премила Ријан 12,06      | 100 м      | 13,33         | 6 у гр. 4     | Није се пласирала | Није се пласирала | Није се пласирала | Није се пласирала | Није се пласирала | 70 / 77 (79) |        |

## Пливање
Мушкарци
| Пливач           | Дисциплина    | Квалификације | Квалификације | Полуфинале       | Полуфинале       | Финале           | Финале   | Детаљи |
| Пливач           | Дисциплина    | Рез.          | Плас.         | Рез.             | Плас.            | Рез.             | Плас.    | Детаљи |
| ---------------- | ------------- | ------------- | ------------- | ---------------- | ---------------- | ---------------- | -------- | ------ |
| Прасида Јунг Шах | 50 м слободно | 26,93         | 47.           | Није се пласирао | Није се пласирао | Није се пласирао | 47. / 58 |        |

Жене
| Пливачица   | Дисциплина     | Квалификације | Квалификације | Полуфинале        | Полуфинале        | Финале            | Финале        | Детаљи |
| Пливачица   | Дисциплина     | Рез.          | Плас.         | Рез.              | Плас.             | Рез.              | Плас.         | Детаљи |
| ----------- | -------------- | ------------- | ------------- | ----------------- | ----------------- | ----------------- | ------------- | ------ |
| Шреја Дитал | 100 м слободно | 1:10,80       | 47.           | Није се пласирала | Није се пласирала | Није се пласирала | 47. / 48 (50) |        |

## Стрељаштво

### Жене
| Стрелац   | Дисциплина      | Квалификације     | Квалификације | Финале            | Финале            | Пласман | Детаљи |
| Стрелац   | Дисциплина      | Резултат          | Пласман       | Резултат          | Укупно            | Пласман | Детаљи |
| --------- | --------------- | ----------------- | ------------- | ----------------- | ----------------- | ------- | ------ |
| Снех Рана | ваз. пушка 10 м | 383 (94+97+96+96) | 54.           | Није се пласирала | Није се пласирала | 54./56  |        |

## Извора
1. ↑  Носиоци застава на Свечаном отварању ЛОИ 2012., Приступљено 15. 4. 2013.